# Antoni Bohdziewicz

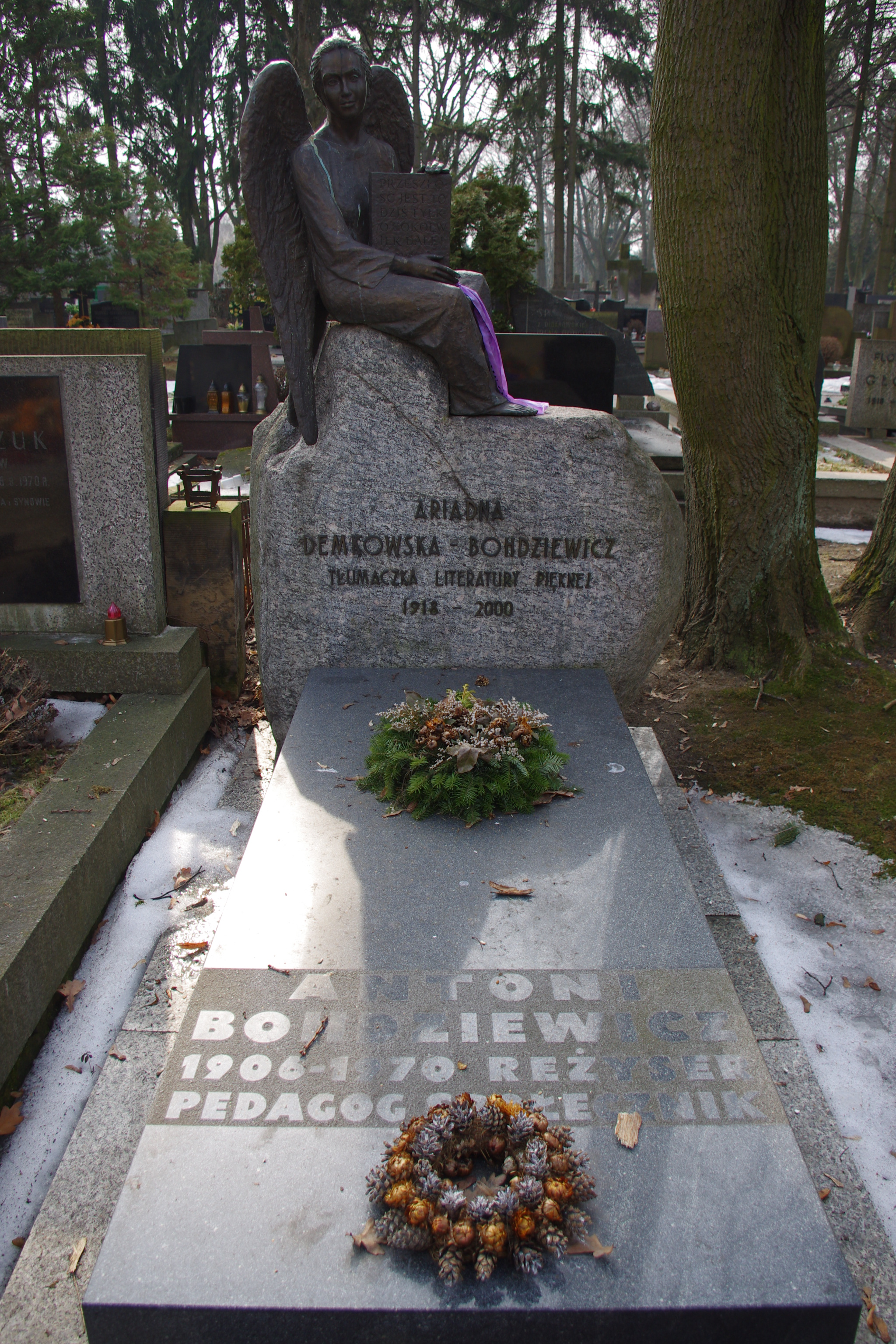
Grób reżysera Antoniego Bohdziewicza i tłumaczki Ariadny Demkowskiej-Bohdziewicz na Cmentarzu Wojskowym na Powązkach w Warszawie

Antoni Bohdziewicz, ps. „Wiktor” (ur. 11 września 1906 w Wilnie, zm. 20 października 1970 w Warszawie) – polski reżyser i scenarzysta filmowy.

## Życiorys
Absolwent Politechniki Warszawskiej (1928). W 1930 rozpoczął pracę w wileńskiej rozgłośni Polskiego Radia. Zasłynął jako reżyser słuchowisk bogato ilustrowanych akustycznie. Pracował także jako recenzent filmowy. Wyjechał na stypendium filmowe do Paryża. Studiował w Ecole Technique de la Photographie et Cinematographie. We Francji zrealizował pierwsze krótkometrażowe filmy dokumentalne. Po powrocie do kraju został współpracownikiem kroniki filmowej PAT oraz recenzentem tygodnika „Pion”. Dalsze krótkometrażowe filmy dokumentalne realizował w Spółdzielni Autorów Filmowych SAF.
Był członkiem Akademickiego Klubu Włóczęgów Wileńskich, w którym nosił pseudonim „Czwartek”. Jego kolegami klubowymi byli: Czesław Miłosz, Stefan Jędrychowski, Paweł Jasienica, Wacław Korabiewicz. W 1930 roku (6 lipca – 13 września) uczestniczył w liczącej około 3 tys. km wyprawie kajakowej z Nowego Targu do Konstantynopola. W czasie tej wyprawy zajmował się jej dokumentacją fotograficzną.
Podczas okupacji żołnierz AK. W powstaniu warszawskim Antoni Bohdziewicz był szefem Referatu Filmowego Biura Informacji i Propagandy Komendy Głównej Armii Krajowej. Po jego upadku opuścił miasto z ludnością cywilną. Od 1945 pracował w Polskiej Kronice Filmowej.
W latach 1948–1966 wykładał w PWSFTviT w Łodzi. W latach 50. ponownie współpracował z Teatrem Polskiego Radia. Zasiadał w jury konkursu głównego na 12. MFF w Cannes (1959).
Jego żoną była Ariadna Demkowska-Bohdziewicz, z którą miał córki Annę (ur. 1945) i Annę Beatę (ur. 1950).
Został pochowany na cmentarzu Wojskowym na Powązkach (kwatera B19-5-19).
Zdjęcia jego autorstwa znalazły się w filmie Powstanie Warszawskie (2014) – został za nie pośmiertnie nominowany do Polskiej Nagrody Filmowej w 2015.

## Filmografia
- 2 x 2 = 4 (1945)
- Siedem adresów (1945)
- Za wami pójdą inni (1949)
- Szkice węglem (1956)
- Zemsta (1956, razem z Bohdanem Korzeniewskim)
- Kalosze szczęścia (1958)
- Rzeczywistość (1960)
- Dziewczyna z dobrego domu (1962)
- Wilczy bilet (1964)

## Ordery i odznaczenia
- Krzyż Oficerski Orderu Odrodzenia Polski (1959)[1]
- Srebrny Krzyż Zasługi (22 stycznia 1946)[5]
- Medal 10-lecia Polski Ludowej (14 stycznia 1955)[6]

## Upamiętnienie
5 grudnia 1977 w Warszawie jednej z ulic na terenie obecnej dzielnicy Bielany zostało nadanie imię Antoniego Bohdziewicza.